# Elmo Lincoln

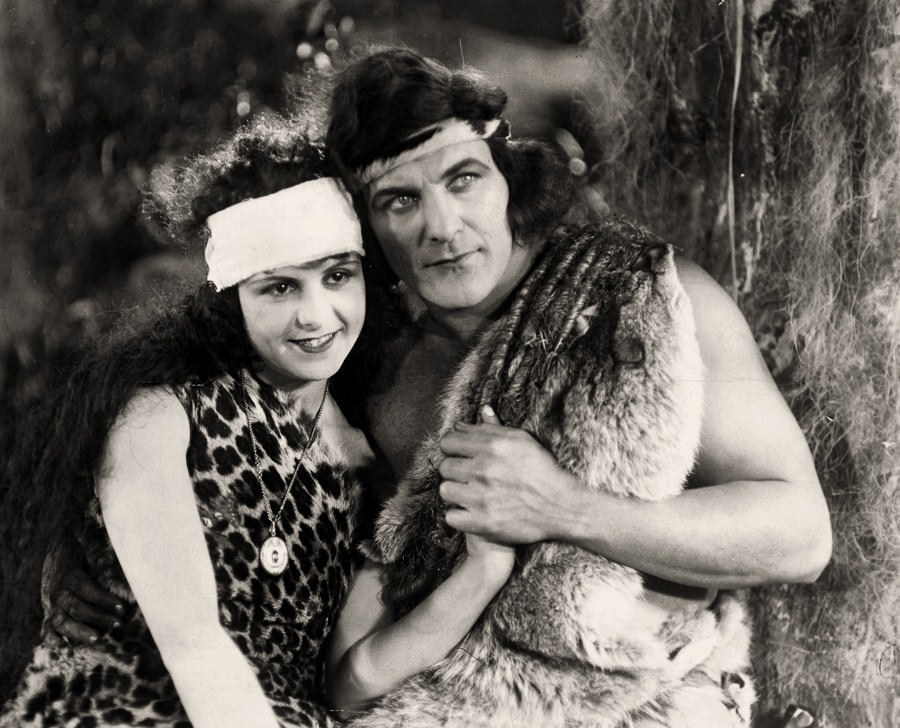
Elmo Lincoln y Enid Markey en The Romance of Tarzan (1918)

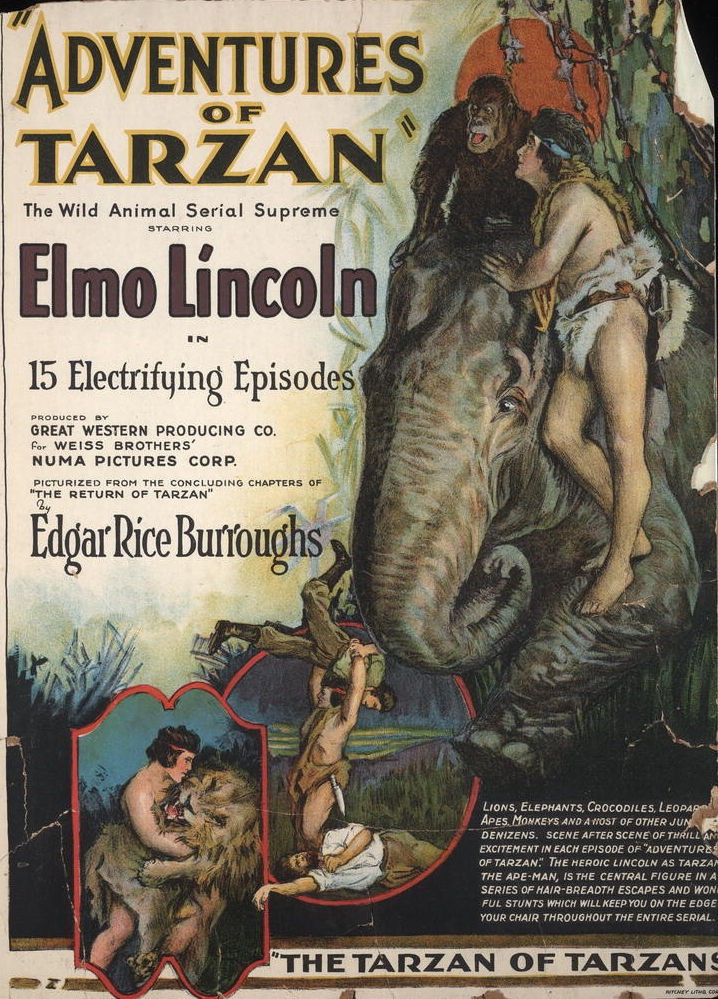
Cartel de The Adventures of Tarzan (1921)

Elmo Lincoln (6 de febrero de 1889 - 27 de junio de 1952) fue un actor cinematográfico de nacionalidad estadounidense, activo principalmente en la época del cine mudo. Trabajó en 80 filmes entre 1913 y 1952, y fue sobre todo conocido por ser el primer Tarzán del cine, interpretando al personaje en 1918 en Tarzán de los monos.

## Biografía
Su verdadero nombre era Otto Elmo Linkenhelt, y nació en Rochester, Indiana. Antiguo agente del orden en Arkansas, trabajó como Elmo Linkenhelt en el film de D.W. Griffith The Battle at Elderbush Gulch en 1913. En una escena de lucha, su camisa fue parcialmente arrancada, exhibiendo su poderoso pecho. Griffith se dio cuenta de ello, le cambió el nombre por Elmo Lincoln y el dio trabajo en varias de sus películas, entre ellas El nacimiento de una nación e Intolerancia, aunque sin aparecer en los créditos.
El actor se hizo sobre todo conocido en el cine mudo por haber sido el primero en interpretar el papel de Tarzán adulto en 1918, aunque en la misma película, Tarzán de los monos, Gordon Griffith interpretara a Tarzán niño. El papel de Tarzán, originalmente, iba a ser interpretado por Stellan Windrow (posteriormente Winslow Wilson), pero el actor fue llamado a filas durante la Primera Guerra Mundial. Como ya se había iniciado el rodaje, Elmo Lincoln fue llamado para el papel principal. Volvió a interpretar el papel en The Romance of Tarzan (1918) y en el serial de 1921 The Adventures of Tarzan.
Su última actuación en el cine mudo tuvo lugar con el serial de Rayart Pictures Corporation King of the Jungle, en 1927. Al finalizar el mismo, dejó Hollywood e intentó ganarse la vida con la minería en México. 
A finales de los años 1930 volvió al cine, actuando habitualmente como extra. Así, participó sin aparecer en los créditos, en dos cintas de Tarzán de los años 1940 — como un trabajador de circo en Tarzan's New York Adventure (1942), y como un pescador en Tarzan's Magic Fountain (1949).
Su último trabajo fue también un papel breve, sin créditos, en Carrie (1952), film protagonizado por Laurence Olivier. Según Tarzan of the Movies, de Gabe Essoe, Lincoln estaba orgulloso de su trabajo en la cinta, pues era un admirador de Olivier.
Elmo Lincoln falleció a causa de un infarto agudo de miocardio el 27 de junio de 1952 en Los Ángeles, California, a los 63 años de edad. Fue enterrado en el Cementerio Hollywood Forever.
Por su contribución al cine, se le concedió una estrella en el Paseo de la Fama de Hollywood, en el 7042 de Hollywood Boulevard.

## Selección de su filmografía
- The Battle at Elderbush Gulch (1913)
- Judith de Bethulia (1913)
- Brute Force (1914)
- Buckshot John (1915)
- El nacimiento de una nación (1915)
- The Slave Girl (1915)
- Hoodoo Ann (1916)
- Intolerancia (1916)
- Gretchen the Greenhorn (1916)
- The Fatal Glass of Beer (1916)
- The Bad Boy (1917)
- Aladdin and the Wonderful Lamp (1917)
- Tarzán de los monos (1918)
- The Kaiser, the Beast of Berlin (1918)
- The Romance of Tarzan (1918)
- Treasure Island (1918)
- Lo más grande en la vida (1918)
- The Fall of Babylon (1919)
- Elmo the Mighty (1919)
- The Flaming Disc (1920)
- Elmo the Fearless (1921)
- The Adventures of Tarzan (1921)
- Quincy Adams Sawyer (1922)
- King of the Jungle (1927, serial)
- Unión Pacífico (1939)
- Wyoming Outlaw (1939)
- Colorado Sunset (1939)
- The Hunchback of Notre Dame]] (1939)
- Tarzan's New York Adventure (1942)
- The Story of Dr. Wassell (1944)
- When the Lights Go on Again (1944)
- The Man Who Walked Alone (1945)
- Rolling Home (1947)
- A Double Life (1947)
- Tap Roots (1948)
- Tarzan's Magic Fountain (1949)
- Hollywood Story (1951)
- Carrie (1952)